# Sint-Alenakapel

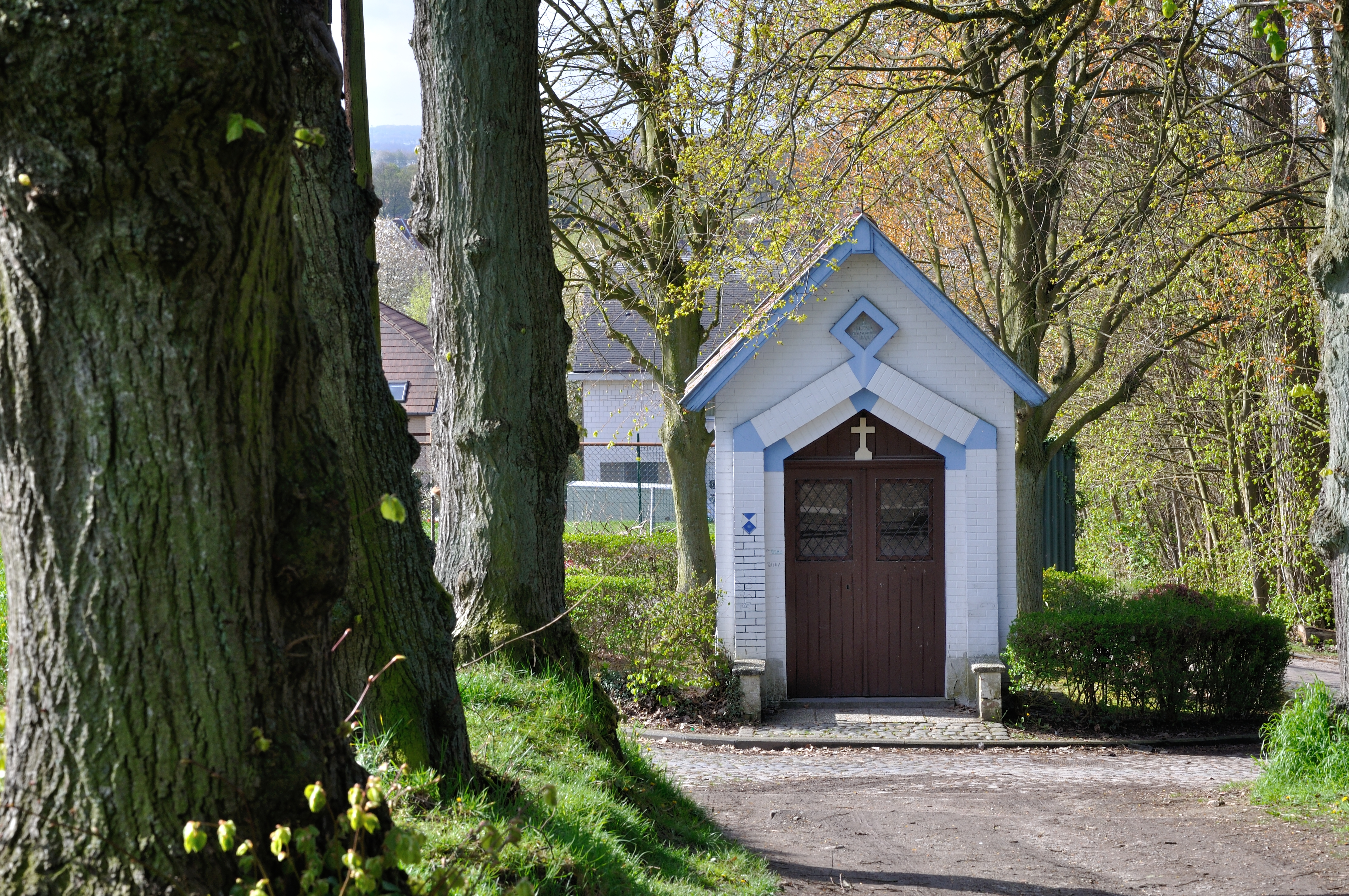

De Sint-Alenakapel is een kapel die zich bevindt in de Vlaams-Brabantse gemeente Dilbeek. De kapel is gelegen aan de verkeersvrije Alenaborre. Volgens enkele bronnen zou de heilige Alena, patroonheilige van Dilbeek en beschermer tegen tandpijn en oogziekten, hier gestorven zijn.

## Historiek
Uit het opschrift kan afgeleid worden dat het gebouwtje in 1872 werd opgericht. Hoogstwaarschijnlijk stond reeds daarvoor een kapel ter ere van Sint-Alena op deze plek. Zo staat op het primitief kadaster van 1830 een kapel aangeduid en wordt er in 1855 een Sint-Alenakapel vermeld langs de weg tussen Anderlecht en Dilbeek. Ook een publicatie uit 1895 beschrijft hoe de kapel niet lang daarvoor vergroot werd om een rustaltaar voor de processie te kunnen plaatsen. In 1975 zou de kapel gerenoveerd zijn, waarna ze in 1980 opnieuw werd ingewijd. De Sint-Alenakapel is vastgesteld als bouwkundig erfgoed, terwijl de kapel en omgeving zijn aangeduid als beschermd dorpsgezicht sinds 12 januari 1987. In 2021 werden enkele herstellingswerken uitgevoerd.

## Architectuur
De witgeschilderde kapel is opgetrokken in baksteen en is bedekt met een pannen zadeldak dat is bekroond met een kruis. De zij- en achtergevels zijn bepleisterd met schijnvoegen en hier en daar zitten blauw geschilderde accenten. In de voorgevel zit een mijterboogvormige muuropening met een rechthoekige houten dubbele deur. De jaarsteen boven de deur heeft een ruitvormige omlijsting en draagt het opschrift: ‘Heilige/Alena/Bid voor ons/1872.’  In de zijgevels, daarentegen, zijn mijterboogvormige blindnissen ingewerkt. Aan de achterzijde duidt een halfcirkelvormige opening tegen de grond op de aanwezigheid van een bron waar water geput werd. Binnenin zijn de muren afgewerkt met een pleisterlaag en is de vloer bedekt met gebakken tegels. Op het decoratieve houten altaar staat een houten beeld van Sint-Alena.
De Sint-Alenakapel ligt op een klein omhaagd perceel met achter de kapel twee linden. De Alenaborre, een lindedreef die naar het gebouwtje leidt, is niet verhard.

## Socio-cultureel
Vroeger trok op 17 juni, het naamfeest van de heilige Alena, een processie van de Sint-Ambrosiuskerk naar de Sint-Alenakapel. Bedevaarders kwamen naar de kapel om hun ogen met het water uit de bron te deppen. Ook moeders zochten deze plek op om te bidden voor hun baby’s die huilden door de doorkomende tandjes.
In juni 2022 werden er in Dilbeek feestelijkheden georganiseerd ter ere van het 150-jarige bestaan van de kapel. Zo vond de herinwijding van de Sint-Alenakapel plaats, met een gebedsviering, alsook receptie en was er gedurende de hele zomer een tentoonstelling in de Sint-Ambrosiuskerk.